# 1933年2月10日月食
1933年2月10日月食为一次在协调世界时1933年2月10日出現的半影月食。該次月食半影食分為0.044、全影食分為-1.022。

## 概述
這次月食的食分是9.63。

## 基本參數
- 類型：半影月食
- 食甚資料：
  - 日期：1933年2月10日
  - 時間：13:17
  - 月球位置：赤經9.63度、赤緯15.7度
  - 食分：半影食分：0.044、全影食分：-1.022

## 外部連結
- NASA月食專頁（页面存档备份，存于）（英文）